# Estoril Open 2001
Die Estoril Open 2001 sind der Name eines Tennisturniers der WTA Tour 2001 für Damen sowie eines Tennisturniers der ATP Tour 2001 für Herren, welche zeitgleich vom 9. bis zum 15. Mai 2001 in Oeiras stattfanden.